# The Ghost of the Grotto
A The Ghost of the Grotto egy 1947-es képregénytörténet Donald kacsa főszereplésével. Írója és rajzolója Carl Barks. Az eredetileg egy rövid, tíz oldalas történetnek készülő The Ghost of the Grotto végül huszonhat oldalasra bővülve jelent meg először a Dell Comics Four Color című sorozatának 159. számában. A történetben Donald és unokaöccsei a Karib-térségben teszik próbára szerencséjüket és hínárhalászattal akarnak pénzt keresni. Hamarosan tudomást szereznek a szigeten több száz éve zajló titokzatos eseményekről és rátalálnak egy régi hajóroncsra is.

## A történet megszületése és megjelenése
A Western Publishing, a Dell Publishing partnercége 1947. április 17-én vette át a huszonhat oldalas The Ghost of the Grottót, mely egy tíz oldalas történet ötletéből nőtte ki magát, ami eredetileg a Walt Disney’s Comics című képregény-antológiában jelent volna meg. Az alapgondolat az volt, hogy Donald kacsa egy hajón tengeri hínárt gyűjt, ami számos humoros helyzethez vezet. Carl Barks nyilatkozata szerint a történet felépítése közben egyre nagyobb kedvet kapott ahhoz, hogy hajókat és tengert rajzoljon, az újabb elemek és az ötletek pedig egyre inkább egymásra rakódtak. Barks a The Ghost of the Grotto történetében a korábbi szokványos nyolc paneles oldalbeosztás mellett először alkalmazott fél oldalas képkockát is.
A The Ghost of the Grotto első alkalommal a Dell Comics által kiadott Four Color 159. számában, 1947 augusztusában jelent meg. Eredeti kiadása után még számos alkalommal újranyomtatták, köztük elsőként 1966-ban, a The Best of Uncle Scrooge and Donald Duck első, valamint a The Best of Walt Disney Comics 96 173. számában, 1974-ben, melyek már a Gold Key Comics kiadásában jelentek meg.

## A cselekmény
|  | Alább a cselekmény részletei következnek! |

Donald és unokaöccsei, Tiki, Niki és Viki a Karib-térségben próbálnak szerencsét. Bérelnek egy kis hajót, hogy azzal hínárt gyűjtsenek, amit majd jó pénzért akarnak eladni. A kikötőben a tengerészektől értesülnek egy régi legendáról, mely szerint valaki ötven évente egy bizonyos éjszakán elrabol a szigetről egy gyermeket. Ez az éjszaka éppen aznap esedékes, de Donald nem veszi komolyan a helybeliek figyelmeztetését, és unokaöccseivel elindul a nehezen megközelíthető Koponyaszem-zátonyhoz, ahol nagy mennyiségű hínárt remél.
A dagályt kihasználva Donaldnak sikerül hajójukat a zátonyon kikötni. Mikor elkezdik begyűjteni a hínárt, a lagúna közepén rátalálnak egy régi hajó roncsaira. Mivel azonban azt egy óriási polip lakja, gyorsan lemondanak annak felfedezéséről. Amikor este nyugovóra térnek, a roncsból egy rejtélyes, páncélba öltözött alak bújik elő. Másnap reggelre Niki eltűnik, hajójukat valaki meglékelte, rádiójukat pedig elrontotta. Miközben jelzőtüzet akarnak rakni, a zátonyon egy hasadékot találnak, mely egy barlangba nyílik. Mikor Viki bekiabál a résen a visszhang helyett Niki válaszol. Donaldék megpróbálják kiszabadítani, de a rejtélyes páncélos, aki elrabolta Nikit, azonban nem engedi bejutni őket a barlangba és a jelzőtüzüket is eloltja. Donald arra gyanakszik, hogy a páncélos majd megpróbálja megakadályozni, hogy bárkivel is tudassák felfedezésüket, ezért csapdát eszel ki.
Amikor a páncélos este ismét előmerészkedik, hogy megint eloltsa a jelzőtüzet, Donaldék meglátják, hogy a barlang titkos bejárata a polip által lakott hajóroncsban van. Másnap, hogy a polipot kiűzzék a roncsból, egy csilipaprikával beszórt húsdarabot etetnek meg vele. A trükk a vártnál jobban sikerül, a polip meglepetésében elmenekül, a korhadt hajóroncs pedig darabokra hullik, mely alatt láthatóvá válik a barlangba nyíló titkos csapóajtó is. Donaldnak ezután egy rovarirtó és egy egér segítségével sikerül sarokba szorítani a páncélost. A rejtélyes idegen, akiről kiderül, hogy egy öregember, elmeséli nekik, hogy a lagúna közepén megfeneklett hajó egykor a brit koronát szolgálta. A hajótörésnek egyetlen túlélője volt, aki egykori parancsnoka, Sir Francis Drake utasításához hűen a szerencsétlenség után is tovább a őrizte a hajó aranyrakományát, amit a barlangban helyezett biztonságba. Drake azonban évtizedek múlva sem jött el az aranyért. A tengerésznek, aki időközben megöregedett, utódra volt szüksége, aki majd átveszi a feladatát, így elrabolt egy gyermeket a közeli szigetről. Drake persze ennek az utódnak az életében sem jött el, így az újabb ötven év után ismét elrabolt egy gyermeket a szigetről, és ez így folytatódott évszázadokon keresztül.
Donald ekkor egy hirtelen ötlettől vezérelve, hogy megszerezze az aranykincset, megpróbálja meggyőzni az öregembert, hogy ő Francis Drake, de az persze nem hiszi el neki az ezt az átlátszó trükköt. Másnap Donaldék megmenekülnek a zátonyról, a sziget polgármestere pedig átadja nekik a város kulcsát, amiért végére jártak a több száz éves rejtélynek. Az öregember, miután feladata értelmetlenné vált, megtarthatta az általa hűen őrzött aranyat és élvezhette visszakapott szabadságát.
|  | Itt a vége a cselekmény részletezésének! |

## A történet motívumai és szereplői
A The Ghost of the Grotto Carl Barks rémtörténetei közé tartozik. Ezek közös jellemzője, hogy a történet végén mindig kiderül, hogy a természetfelettinek hitt fenyegetés valójában közönséges halandó, a The Ghost of the Grotto esetében egy öregember. Barks nyilatkozata szerint a kiadónak nem volt szabályzata a természetfeletti témákkal kapcsolatban, ennek ellenére ő jobbnak látta kihagyni ezeket a munkáiból, többek között azért is, mert ő maga sem hitt ezekben a jelenségekben.
A The Ghost of the Grotto cselekményének témája, amely visszatérő elemévé vált Barks későbbi Donald- és Dagobert-történeteinek is, a nyugati kultúra hódítás és gazdagodás iránti megszállottsága, mely végül elidegenedéshez vezet. Tom Andrae véleménye szerint ez igen hasonló a klasszikus rémtörténetek kedvelt eleméhez, melyben a főszereplő romboló szellemi késztetéseit az elfojtott szexuális vágy és a társadalomtól való elidegenedés idézi elő. Ebben a tekintetben Andrae párhuzamot von a The Ghost of the Grotto és Mary Shelley Frankenstein című műve között. Victor Frankenstein a tudomány segítségével, egymaga alkotja meg teremtményét, átvitt értelemben természetellenes módon reprodukálja magát. Teremtménye, csakúgy mint létrehozója Frankenstein, nem képes természetes módon szaporodni, így a folyamat hasonlóképpen folytatódik. A The Ghost of the Grotto „szellemének”, akárcsak elődeinek, szintén nincs meg a lehetősége a biológiai értelemben vett reprodukcióra. Mivel azonban utódra van szüksége, aki halála után átveszi feladatát, elrabol egy gyermeket. Így a „szellem” a társadalomtól és természetes biológiai ösztöneitől is egyaránt elidegenedik. Az évszázadok során minden „szellem” továbbörökítette ezt az elidegenedettséget az általa elrabolt gyermekbe, akik ugyanúgy kezdtek gondolkodni és cselekedni mint elődei.
Andrae megítélése szerint Barks „szelleme”, összehasonlítva az 1940-es évek más, fekete-fehér ábrázolású Disney-szereplőivel és szuperhőseivel, igen összetett jellem. „Akárcsak a rémtörténetek főhősei, a szellem is egy hős-gonosztevő, aki egyszerre áldozata saját megszállottságának és jelent veszély másokra nézve.” – írja Andrae. A mű végére az olvasó számára nyilvánvalóvá válik, hogy a „szellem” maga is áldozat, egy elrabolt gyermek, nem pedig pusztán egy emberrabló. Ezáltal ő maga is, akárcsak Frankenstein teremtménye, szimpátiát ébreszt maga iránt. A „szellem” bizonyos értelemben, egyes jellemvonásait figyelembe véve Dagobert bácsi elődjének is számít, aki néhány hónappal később, Barks Christmas on Bear Mountain című történetében tűnt fel először. Mindkét szereplő a pénz miatt szigeteli el magát a külvilágtól, melyet megszállottan, önsanyargató módon védelmeznek. Motivációjuk azonban különböző. Míg Dagobert kapzsiságból, addig a „szellem” hűségből őrzi kincsét, bár ezt a nemes küldetést is némiképp beárnyékolja, hogy az arany kalózkodásból, ellenséges spanyol hajók kifosztásából származik. A „szellem” egy letűnt arisztokratikus kort, a feudális erkölcs, a szolgálat és az önfeláldozás erényeit jeleníti meg. A modern világban ezeket az erényeket, a „becsületkódexet”, az öncélú vagyonosodás váltotta fel. Donald a „szellemmel” szemben ezt a modern világot képviseli, különösebb morális megfontolás nélkül képes hazudni is, hogy megszerezze a kincset. Bár Donald hősként, unokaöccse megmentőjeként és több száz éves rejtély megoldójaként jelenik meg a történetben, erkölcsileg mégis megbukik, jutalmát nem nyeri el, a polgármester az aranyat annak hűséges őrzője, a „szellem” tulajdonában hagyja. Mindezek ellenére Andrae véleménye szerint Donald és a „szellem” nem pusztán egymás ellentétei. Ugyan a társadalmi fejlődés korban eltérő szintjein állnak, de az arany iránti megszállottságuk hasonlóképpen eltorzítja őket.